# Baba Ana
Baba Ana est une commune roumaine du județ de Prahova, dans la région historique de Valachie et dans la région de développement du Sud.

## Géographie
La commune de Baba Ana est située dans l'est du județ, à la limite avec le județ de Buzău, dans la plaine valaque, à 5 km au sud de Mizil et à 41 km à l'est de Ploiești, le chef-lieu du județ.
La municipalité est composée des cinq villages suivants (population en 1992) :
- Baba Ana (2 012), siège de la municipalité ;
- Cireșanu (796) ;
- Conduratu (1 290) ;
- Crâgurile ;
- Satu Nou.

## Politique
| Parti | Parti                                                 | Sièges |
| ----- | ----------------------------------------------------- | ------ |
|       | Parti national libéral (PNL)                          | 5      |
|       | Parti social-démocrate (PSD)                          | 4      |
|       | Union nationale pour le progrès de la Roumanie (UNPR) | 2      |
|       | Alliance des libéraux et démocrates (ALDE)            | 1      |
|       | Parti social roumain (PSRo)                           | 1      |

## Religions
En 2002, la composition religieuse de la commune était la suivante :
- Chrétiens orthodoxes, 97,14 % ;
- Pentecôtistes, 1,37 % ;
- Chrétiens évangéliques, 1,29 %.

## Démographie
En 2002, la commune comptait 4 300 Roumains (99,86 %). On comptait à cette date 1 592 ménages et 1 413 logements.
| 2002  | 2007  |
| ----- | ----- |
| 4 306 | 4 325 |

## Économie
L'économie de la commune repose sur l'agriculture et l'élevage.

## Communications

### Routes
La route régionale DJ102D permet de rejoindre Mizil depuis Baba Ana.

### Voies ferrées
La gare la plus proche est celle de Mizil.

## Lieux et monuments
- Église orthodoxe de la Dormition de la Vierge de 1815.